# Barranc del Cabirol
El Barranc del Cabirol és un barranc dels termes municipals de Gavet de la Conca, que té l'origen en l'antic terme de Sant Salvador de Toló, a la zona de la Mare de Déu de Bonrepòs. Després davalla cap a la Noguera, en el terme municipal de Vilanova de Meià.
Es forma al costat mateix, al sud, de la Mare de Déu de Bonrepòs, i té un petit traçat en terme de Gavet de la Conca, pertanyent a l'antic municipi de Sant Salvador de Toló. Durant el seu pas per aquest terme segueix la direcció sud-est. Després, gira cap al sud, traçat que fa ja en terme de Vilanova de Meià. Quan arriba a l'altura de l'extrem sud de l'enclavament de Montadó de Dalt s'ajunta amb el barranc de Cuba i, tots dos, formen el barranc de Tartera.